# Hospital Corporation of America
Hospital Corporation of America (HCA) ist ein gewinnorientiertes US-amerikanisches Unternehmen mit Sitz in Nashville, Tennessee, der mehrere Gesundheitseinrichtungen an rund 2000 Versorgungsstandorten besitzt und betreibt. Dazu gehören etwa 185 Krankenhäuser, Chirurgiezentren, Notaufnahmen, Notfallzentren und Ärztekliniken in 21 Bundesstaaten und im Vereinigten Königreich.

## Geschichte

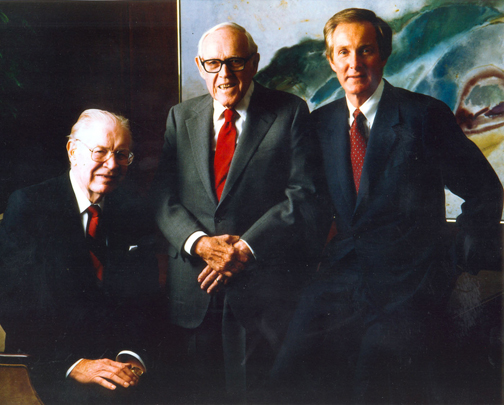
Die Gründer der HCA
Thomas Frist Sr., Jack Massey, Thomas Frist Jr.

Die Hospital Corporation of America wurde 1968 von Jack C. Massey, Thomas F. Frist Sr. und Thomas F. Frist Jr. gegründet. Bereits im Jahr 1956 hatte Thomas F. Frist Sr. begonnen das Park View Hospital in Nashville neu zu organisieren. Nachdem 1965 Medicaid und Medicare ins Leben gerufen wurden, nahm die Zahl der gemeinnützigen Krankenhäuser im ganzen Land rasch zu. Die Ärzte des Park View Hospital beschlossen, ihr Krankenhaus an eine Verwaltungsgesellschaft zu verkaufen. Sie baten den Geschäftsmann Jack Massey um Unterstützung und gründeten unter dem Namen  Hospital Corporation of America eine eigene Verwaltungsgesellschaft. Das neue Unternehmen entwickelte sich zu einem der führenden privaten Gesundheitsdienstleister der Vereinigten Staaten. Bis 1979 standen 140 Krankenhäuser unter der Verwaltung der HCA. In der Mitte der 1980er Jahre gehörten über 200 Krankenhäuser zu der Krankenhauskette und weitere 200 hatten Verträge zur Verwaltung abgeschlossen.

### Umstrukturierung und Expansion
In den Jahren von 1987 bis 1997 wurde das Unternehmen neu strukturiert, um so den Chancen und Herausforderungen der wettbewerbsorientierten Gesundheitsbranche gerecht zu werden. 104 Krankenhäuser der HCA wurden 1987 an die neu gegründete Healthtrust Corporation verkauft. Die verbliebenen 97 Krankenhäuser kamen im Februar 1994 im Zuge eines Zusammenschlusses mit der Columbia Hospital Corporation (CHC) zur Columbia/HCA. Richard Scott, der 1987 die Columbia Hospital Corporation in Texas gegründet hatte, wurde Chief Executive Officer (CEO) des neuen Unternehmens. 1991 bestand die CHC aus 12 Krankenhäusern, 1992 waren durch den Erwerb von Basic American Medical 8 Krankenhäuser, 1993 mit der Übernahme der Galen Health Care Corporation 71 Krankenhäuser und 1994 die 97 Krankenhäuser von HCA sowie die 96 ambulanten chirurgischen Zentren von Medical Care America hinzugekommen. Anschließend kamen 1995 noch einmal 117 Krankenhäuser durch den Erwerb von Healthtrust hinzu. 1997 besaß und betrieb Columbia/HCA über 340 Krankenhäuser mit Liegenschaften in 36 Bundesstaaten und zwei weiteren Ländern.

### Betrugsverdacht und Neuorganisation
Zum 24. Juli 1997 trat Scott von seinem Posten als CEO zurück, da er im Verdacht stand sich Gelder aus dem Medicare-Programm des Bundes erschlichen zu haben. Die Ermittler durchsuchten Krankenhäuser in sieben Bundesstaaten, um in den Abrechnungen Beweise für den Betrug zu finden. Thomas Frist Jr. wurde sein Nachfolger als CEO. Laut Recherchen der Associated Press wurden bis Ende August 1997 Einrichtungen der Columbia/HCA in zehn Bundesstaaten auf möglichen Medicaid-Betrug untersucht. Im Oktober 1997 wurde daraufhin von dem Unternehmen eine neue Abteilung für Ethik, Compliance und Unternehmensverantwortung eingerichtet.
In der Folge reduzierte HCA innerhalb von drei Jahren die Zahl seiner Einrichtungen drastisch. Das oberes Management wurde reorganisiert und das Unternehmen wurde umbenannt. Die Krankenhäuser in der Region Nashville wurden beispielsweise unter dem Namen TriStar Health System geführt.
Nach langwierige Verhandlungen mit der Bundesregierung über die Columbia-Untersuchung mussten die Unternehmen im Jahr 2000 insgesamt 840 Millionen US-Dollar zahlen und sich eine Vereinbarung zur Unternehmensintegrität mit dem Generalinspektorat unterzeichnen. Gegen zwei nicht mehr existierende Tochterunternehmen, die Columbia Management Companies und die Columbia Homecare Group wurden weitere vierzehn Strafverfahren wegen des Vorwurfs unlauterer Absprachen, rechtswidriger Vergütung und falschen Angaben eingeleitet.
Trotz dieser Verfahren erwirtschaftete das Unternehmen im Jahr 2000 einen Umsatz von 16,7 Milliarden US-Dollar und einen Nettogewinn von 913 Millionen US-Dollar. Anfang 2001 gab das Unternehmen bekannt, dass der frühere Chief Operating Officer Jack O. Bovender Jr. der neue Chief Executive Officer des Unternehmens wird.
Der Fall wurde als größter Betrugsfall im Gesundheitswesen in der Geschichte der USA bezeichnet und endete 2003 mit einem Vergleich. Die festgesetzte Strafe betrug insgesamt 1,7 Milliarden US-Dollar. Zu den bereits am 14. Dezember 2000 gezahlten 840 Millionen US-Dollar kamen weitere Zivilstrafen und Schadensersatzansprüche in Höhe von 631 Millionen US-Dollar hinzu.

### Jüngere Unternehmensgeschichte

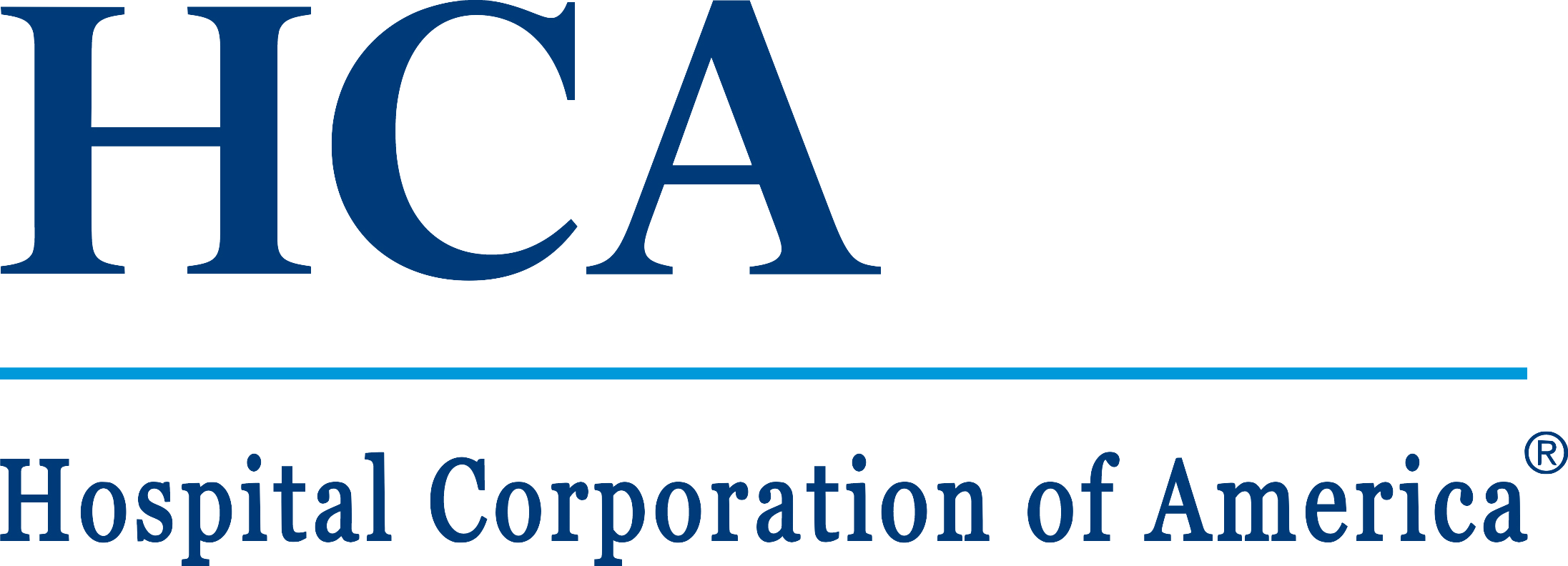
Logo bis 2019

Die HCA besitzt in den Vereinigten Staaten und seit 1995 auch im Vereinigten Königreich zahlreiche Immobilien von Krankenhäusern und beschäftigt als Krankenhausbetreiber rund 275.000 Mitarbeiter.
Seit November 2006 gehört HCA den US-amerikanischen Unternehmen Bain Capital und Kohlberg Kravis Roberts & Co., die das Unternehmen im für insgesamt 21 Mrd. Dollar übernommen haben. Im November 2010 brachten die neuen Besitzer HCA unter dem Namen „HCA Holding, Inc.“ an die Börse.
Im März 2011 verkaufte HCA Holdings Inc. 126,2 Millionen Aktien für jeweils 30 US-Dollar. Trotz der hohen Verschuldung von HCA war die Nachfrage sehr groß und es kamen rund 3,79 Milliarden US-Dollar zusammen. Dies war der bis dahin größte durch Private Equity unterstützte Börsengang in der Geschichte der USA. Im Mai 2017 wurde das Unternehmen in „HCA Healthcare“ umbenannt.